# Fonds Finanz Maklerservice
Die Fonds Finanz Maklerservice GmbH ist der größte deutsche Allfinanz-Maklerpool im Versicherungswesen und Kapitalanlage-Bereich. Das 1996 von Norbert Porazik gegründete Unternehmen hat seinen Hauptsitz in München und beschäftigt derzeit nach eigenen Angaben über 470 Mitarbeitende. 2021 beteiligt sich der britische Wachstumsinvestor Hg mehrheitlich an der Fonds Finanz. Seit 2023 gehört sie zur Firmengruppe der INFITECH GmbH.

## Geschichte

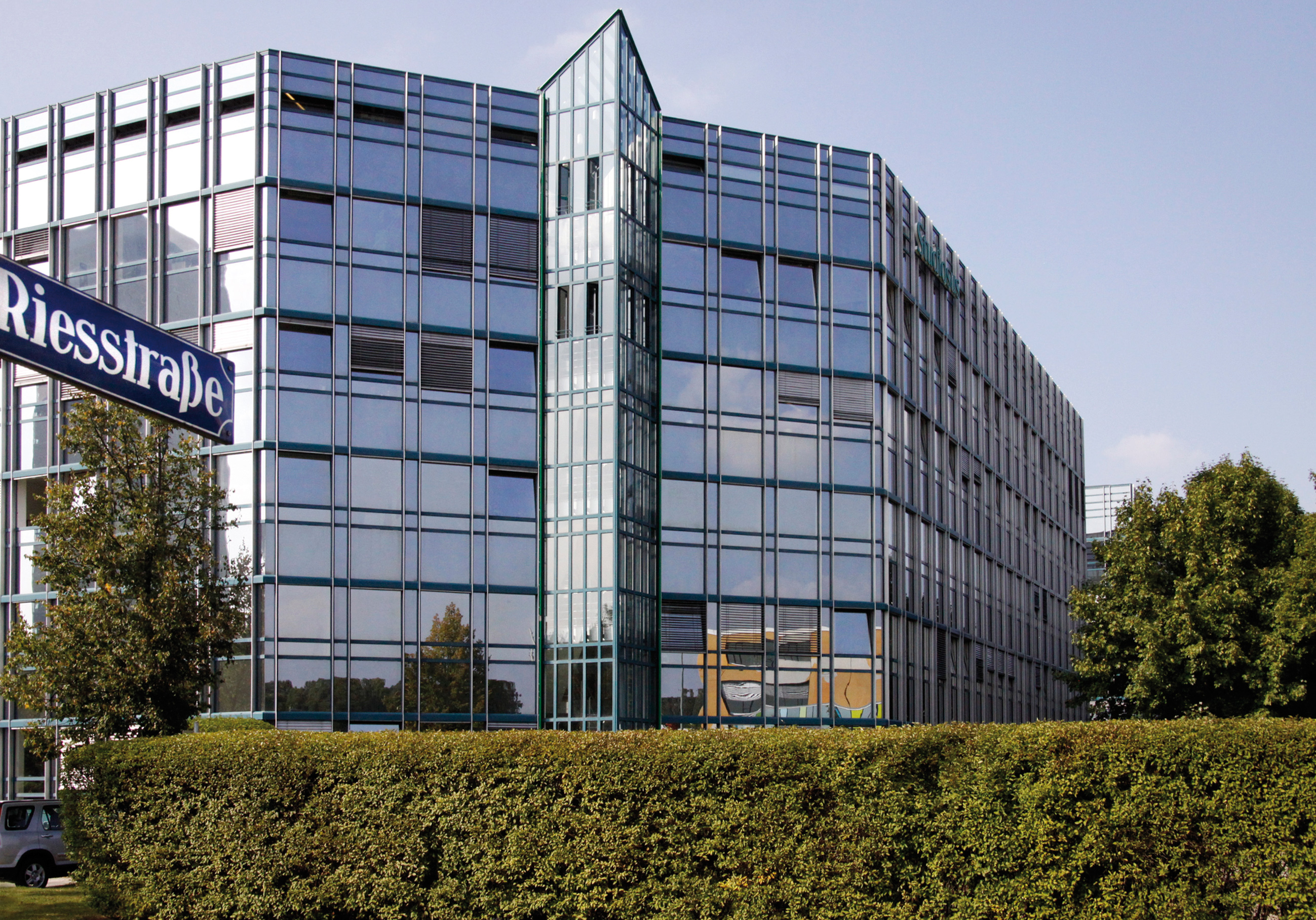
Der Geschäftssitz der Fonds Finanz Maklerservice GmbH in München

Der Maklerpool wurde 1996 als Einzelunternehmen von Norbert Porazik gegründet und knapp zehn Jahre später zu einer GmbH umgewandelt. 2022 stieg Markus Kiener als zweiter Geschäftsführer der Fonds Finanz ein. Am 1. Mai 2023 übernahm Christine Schönteich seine Rolle in der Geschäftsführung der Fonds Finanz, Markus Kiener widmet sich seit 1. Juni 2023 neuen Aufgaben als Geschäftsführer der INFITECH GmbH.
Stand Januar 2023 arbeiteten nach eigener Angabe des Unternehmens knapp 470 Mitarbeitende in der Münchner Zentrale des Unternehmens, die durch mehr als 320 Regionaldirektoren für circa 29.000 freie Vermittler unterstützt wurden.

### Unternehmensentwicklung
Das Unternehmen startete mit Kranken- und Lebensversicherungen. Ab 2007 kamen die Sparten Sachwerte und Investment dazu, 2009 folgten Baufinanzierung und Bankprodukte.
2009 ließ sich das Unternehmen den Jahresabschluss erstmals durch eine externe Wirtschaftsprüfung testieren. Seit 2009 rangiert das Unternehmen in der Hitliste des Kapitalanlagemagazins Cash auf dem ersten Platz bei Maklerpools.
Im Jahr 2011 überschritten die Provisionserlöse der Fonds Finanz die 100-Millionen-Euro-Grenze. Mit der Weiterentwicklung von „Sichere Dein Lebenswerk“ garantieren alle teilnehmenden Gesellschaften seit 2013 100 % Bestandssicherheit für Makler der Fonds Finanz. 2021 ging der Maklerpool Fonds Finanz mehrheitlich an den britischen Investor und Beteiligungsgesellschaft Hg.
2023 wurde die INFITECH GmbH gegründet, unter deren Schirm die Fonds Finanz mit ihren Tochtergesellschaften, der Deutsche Maklerverbund (DEMV), demv Systems, Financial Key Systems (FK) und die softfair GmbH gefasst sind.

### Unternehmensausbau
2018 übernahm die Fonds Finanz Maklerservice GmbH die VorFina GmbH – Institut für Vorsorge und Finanzen, ein Unternehmen für Beratungssoftware und individuelle IT-Dienstleistungen. Im Frühjahr 2018 wurde der Finanz-Software-Dienstleister EDISOFT GmbH angegliedert, mit dem das Unternehmen bereits zusammengearbeitet hatte. Im Juli 2018 wurde mit 51 Prozent die Anteilsmehrheit an der VersOffice GmbH, einem Unternehmen für Backoffice-Dienstleistungen im Versicherungs- und Finanzbereich, übernommen. 2020 gründete die Fonds Finanz die WAEIS Filme GmbH und erschloss mit der Bewegtbildproduktion ein weiteres Geschäftsfeld. 2021 rief die Fonds Finanz die Pension Benefits AG ins Leben und unterstützt Vermittler so bei der Beratung von Firmenkunden zu betrieblichen Altersvorsorge (bAV), betrieblichen Krankenvorsorge (bKV) und Corporate Benefits. Mit FF & Meer gründete die Fonds Finanz ein auf die individuellen Wünsche von Vermittlern spezialisiertes Reisebüro, das ihnen bei ihrer Reiseplanung behilflich ist.
Seit Juni 2021 ist die Fonds Finanz gemeinsam mit der Versicherungsgruppe die Bayerische Mehrheitseigner der Lets GmbH, Betreiber der Volunteering App „letsact“, die nachhaltiges, soziales und ehrenamtliches Engagement per Knopfdruck möglich macht.

### Fonds Finanz als Deutschlands größter Allfinanz-Maklerpool
Ein Allfinanz-Maklerpool schafft Synergieeffekte für Finanz- und Versicherungsmakler – spartenübergreifend. Er vereinfacht angebundenen Vermittlern den Zugang zu Produkten und stärkt die Marktposition der Makler gegenüber Versicherungen, Bausparkassen oder Anbietern von Investmentfonds. Dank eines hohen Umsatzvolumens ist er in der Lage, attraktive Konditionen mit Produktgebern auszuhandeln. Ein Allfinanz-Maklerpool bietet seinen Vertriebspartnern Services und Software-Tools für eine kompetente und rechtssichere Vermittlung und Bestandsverwaltung. Mit 29.000 Partnern ist die Fonds Finanz Deutschlands größter Allfinanz-Maklerpool. Im Rahmen unabhängiger Studien geht die Fonds Finanz regelmäßig als Testsieger in Sachen Leistung, Qualität und Service hervor. Auch auf der Maklerpool-Hitliste des Fachmagazins Cash. steht die Fonds Finanz regelmäßig ganz oben – zuletzt 2023 mit rund 29.000 Vertriebspartnern und einem Umsatzerlös im Jahr 2022 von über 254,3 Mio. Euro.

## Weiterbildung mit der Fonds Finanz
Für die fachliche und persönliche Weiterbildung stellt die Fonds Finanz Vermittlern ein breites, größtenteils kostenfreies Weiterbildungsangebot zur Verfügung – online, on demand oder vor Ort. Ein Großteil des Angebots ist IDD-zertifiziert. Die von der EU-Kommission erlassene Insurance Distribution Directive (IDD) regelt den Versicherungsvertrieb innerhalb der europäischen Union und ist seit der Überarbeitung der deutschen Versicherungsvermittler-Verordnung (VersVermV) 2018 auch in nationales Recht eingebunden. Alle Versicherungsvermittler müssen seither nicht nur auf einen IDD-konformen Vertrieb achten, sondern jährlich auch 15 Stunden IDD-Weiterbildung nachweisen. Die Fonds Finanz unterstützt Vermittler bei ihrer Weiterbildungsverpflichtung mit zahlreichen IDD-zertifizierten Veranstaltungen. 
In ausgewählten Schulungen gibt es für Immobilienmakler nach § 34c GewO die Gelegenheit, mit MaBV-Stunden auf ihre Weiterbildungsverpflichtung einzuzahlen. Mit der Lernplattform der Fonds Finanz „besser beraten Akademie“ können sich Vermittler in Online-Kursen aus verschiedenen Sparten und Fachbereichen weiterbilden. 
Die jährlich stattfindenden Messen der Fonds Finanz, die MMM-Messe in München und die Hauptstadtmesse in Berlin, sind zwei sehr beliebte Treffpunkte der Finanz- und Versicherungsbranche. Auch hier wird Vermittlern eine breite, umfassende Palette an Fachvorträgen und Möglichkeiten, das Netzwerk zu erweitern, geboten. 
Seit Oktober 2022 können sich Vermittler außerdem in sorgfältig konzipierten Hybrid-Veranstaltungen passgenau und kostenfrei auf die IHK-Sachkundeprüfung nach § 34d und § 34f GewO vorbereiten, eine bestehende Anbindung an die Fonds Finanz ist dabei nicht nötig. Für dieses Angebot konnte die Fonds Finanz den Ausbildungsexperten Holger Kräker an Bord holen.

## Bilanzkennzahlen
Das Unternehmen veröffentlicht seine Bilanzen jährlich auch auf der Homepage des elektronischen Bundesanzeigers. Das Unternehmen hatte im Jahr 2022 Umsatzerlöse in Höhe von etwa 254,3 Millionen Euro.
Gesamtleistung (in Mio. EUR):
- 2009: 53,0
- 2010: 78,0
- 2011: 109,3
- 2012: 103,3
- 2013: 98,1
- 2014: 105,4
- 2015: 114,8
- 2016: 124,6
- 2017: 134,9
- 2018: 160,2
- 2019: 178,3
- 2020: 192,5
- 2021: 224,5
- 2022: 254,3
- 2023: 292,4

Ergebnis gewöhnliche Geschäftstätigkeit (in Mio. EUR):
- 2009: 2,1
- 2010: 6,2
- 2011: 10,1
- 2012: 7,2
- 2013: 4,1
- 2014: 3,1
- 2015: 3,2
- 2016: 3,5
- 2017: 4,5
- 2018: 6,0
- 2019: 7,0
- 2020: 7,1
- 2021: 7,2
- 2022: 7,4
- 2023: 11,1

Eigenkapital (in Mio. EUR):
- 2009: 2,2
- 2010: 6,0
- 2011: 11,5
- 2012: 13,7
- 2013: 13,8
- 2014: 14,0
- 2015: 14,1
- 2016: 14,2
- 2017: 14,3
- 2018: 14,4
- 2019: 15,0
- 2020: 15,1
- 2021: 15,2
- 2022: 15,2
- 2023: 15,2

Mitarbeiter (Jahresdurchschnitt):
- 2009: 71
- 2010: 105
- 2011: 128
- 2012: 167
- 2013: 189
- 2014: 214
- 2015: 254
- 2016: 278
- 2017: 318
- 2018: 347
- 2019: 370
- 2020: 402
- 2021: 447
- 2022: 470
- 2023: 498